# Black Money
Black Money (en hangul: 블랙머니) es una película surcoreana de 2019, dirigida por Chung Ji-young y protagonizada por Cho Jin-woong, Lee Ha-nee, Lee Kyung-young y Kang Shin-il.

## Sinopsis
El fiscal Yang Min-hyeok, conocido por ser un hombre testarudo y problemático, termina en una situación complicada debido al suicidio de un sospechoso a cargo de su investigación. Mientras intenta despejar las sospechas que se ciernen sobre él, se enfrenta a la verdadera naturaleza de un gran escándalo financiero, pues descubre que el sospechoso había sido un testigo importante en la venta de un banco por debajo de su valor real.

## Reparto
- Cho Jin-woong como Yang Min-hyeok.
- Lee Ha-nee como Kim Na-ri.
- Lee Kyung-young como Lee Kwang-joo.[4]
- Kang Shin-il como el investigador Jang.[4]
- Choi Deok-moon como Seo Kwon-yeong.[4]
- Jo Han-chul como Kim Nam-gyoo.
- Heo Sung-tae como el fiscal Choi.
- Yoon Byung-hee como el investigador Park.
- Seo Hyun-chul como Im Seung-man.[4]
- Nam Myung-ryul como el padre de Na-ri.
- Jung Min-sung como el productor Oh.
- Kim Jong-tae como el productor Yoon.
- Lee Na-ra como Park Soo-kyeong.
- Nam Moon-chul como Jeon Sang-woo.
- Kwon So-hyun como Park Soo-hyeon.[5]
- Lee Tae-hyung como fiscal de inspección.
- Sung Byung-sook como la madre de Min-hyeok.
- Lee Ga-kyung como la asistente de Kang Gi-choon.
- Moon Sung-keun como Kang Gi-choon (cameo).

## Producción
Es la primera película rodada después de siete años por el director Chung Ji-young, y, al igual que algunas de sus obras anteriores, como Nam Yeon-dong 1985 (2012) y Unbowed (2011), está basada en hechos reales: la compraventa fraudulenta en el año 2003 del banco surcoreano Korea Exchange Bank, que se encontraba en una situación de quiebra, por Lone Star, que era un fondo de capital privado estadounidense y no un banco, pese a que la normativa vigente en el país no lo permitía. Sin embargo, el gobierno surcoreano la modificó con ese fin. En 2012 Lone Star vendió el banco y demandó al gobierno por no permitirle fijar el precio. Todo este proceso se realizó en medio de polémicas y sospechas de corrupción, y acabó en los tribunales. Sin embargo, y pese a esta base real, algunos de los sucesos de la película, como el asesinato del inicio y los personajes protagonistas, son ficticios.

## Recepción
La película estuvo en primera posición durante toda la semana posterior a su estreno. Ha tenido hasta abril de 2021 una audiencia de 2 480 000 espectadores, y una taquilla total de 20 872 millones de wones.
Para el crítico Sung Sang-min (Media Today), la película se enfoca en enfatizar los elementos provocativos que sugieren la venta de un banco surcoreano a bajo precio al capital extranjero, pero omite toda la información específica sobre el caso real. Todo se reduce a una teoría de la conspiración poco explicada. También nota una división maniquea entre personajes buenos y malos, personajes que no evolucionan a lo largo de la historia. Solo el personaje interpretado por Lee Na-nee, la abogada especializada en comercio internacional, escapa a esta dicotomía.
Kim Soo-jung (Nocutnews) hace notar que pese a que el tema de la película puede ser difícil, el guion es ágil y logra que se entienda todo: el protagonista Yang «tampoco está familiarizado con términos económicos difíciles, por lo que la película está diseñada para que el público pueda entender y avanzar a través de las explicaciones que escucha de los demás y lo que dice».

## Premios y candidaturas
| Año  | Premio                     | Categoría                | Nominado       | Resultado | Ref.          |
| ---- | -------------------------- | ------------------------ | -------------- | --------- | ------------- |
| 2020 | Korean Film Producers Ass. | Mejor película           | Black Money    | Ganadora  | [ 11 ]        |
| 2020 | Korean Film Producers Ass. | Mejor actor protagonista | Cho Jin-woong  | Ganador   | [ 11 ]        |
| 2020 | Baeksang Arts Awards       | Mejor director           | Chung Ji-young | Nominado  | [ 12 ]        |
| 2020 | Grand Bell Awards          | Mejor director           | Chung Ji-young | Nominado  | [ 13 ] [ 14 ] |